# والنتینا اسکاندولارا
والنتینا اسکاندولارا (انگلیسی: Valentina Scandolara؛ زادهٔ ۱ مهٔ ۱۹۹۰) دوچرخه‌سوار اهل ایتالیا است.